# العلاقات الوسط إفريقية النيجيرية
العلاقات الوسط أفريقية النيجيرية هي العلاقات الثنائية التي تجمع بين جمهورية أفريقيا الوسطى ونيجيريا.

## مقارنة بين البلدين
هذه مقارنة عامة ومرجعية للدولتين:
| وجه المقارنة                                              | جمهورية أفريقيا الوسطى      | نيجيريا                     |
| --------------------------------------------------------- | --------------------------- | --------------------------- |
| المساحة (كم2)                                             | 622.98 ألف                  | 923.77 ألف                  |
| عدد السكان (نسمة)                                         | 4.66 مليون                  | 190.89 مليون                |
| الكثافة السكانية (ن./كم²)                                 | 7.48                        | 206.64                      |
| العاصمة                                                   | بانغي                       | أبوجا، لاغوس                |
| اللغة الرسمية                                             | لغة فرنسية، اللغة السانغوية | لغة إنجليزية، اللغة اليوربا |
| العملة                                                    | فرنك وسط أفريقي             | نيرة نيجيرية                |
| الناتج المحلي الإجمالي (بليون دولار)                      | 1.95 مليار                  | 375.77 مليار                |
| الناتج المحلي الإجمالي (تعادل القوة الشرائية) بليون دولار | 3.03 مليار                  | 1.09 تريليون                |
| الناتج المحلي الإجمالي الاسمي للفرد دولار أمريكي          | 323                         | 2.64 ألف                    |
| الناتج المحلي الإجمالي للفرد دولار أمريكي                 | 594                         | 5.91 ألف                    |
| مؤشر التنمية البشرية                                      | 0.350                       | 0.514                       |
| رمز المكالمات الدولي                                      | +236                        | +234                        |
| رمز الإنترنت                                              | .cf                         | .ng                         |
| المنطقة الزمنية                                           | ت ع م+01:00                 | ت ع م+01:00                 |

## منظمات دولية مشتركة
يشترك البلدان في عضوية مجموعة من المنظمات الدولية، منها:
| علم المنظمة | اسم المنظمة                                 | تاريخ انضمام جمهورية أفريقيا الوسطى | تاريخ انضمام نيجيريا |
| ----------- | ------------------------------------------- | ----------------------------------- | -------------------- |
|             | مؤسسة التنمية الدولية                       | 27 أغسطس 1963                       | 14 نوفمبر 1961       |
|             | الأمم المتحدة                               | 20 سبتمبر 1960                      | 7 أكتوبر 1960        |
|             | منظمة التجارة العالمية                      | ?                                   | ?                    |
|             | البنك الإفريقي للتنمية                      | ?                                   | ?                    |
|             | وكالة ضمان الاستثمار متعدد الأطراف          | 8 سبتمبر 2000                       | 12 أبريل 1988        |
|             | مجموعة دول أفريقيا والكاريبي والمحيط الهادئ | ?                                   | ?                    |
|             | الاتحاد الأفريقي                            | ?                                   | ?                    |
|             | منظمة الشرطة الجنائية الدولية               | ?                                   | ?                    |
|             | المركز الدولي لتسوية المنازعات الاستشارية   | 14 أكتوبر 1966                      | 14 أكتوبر 1966       |
|             | الاتحاد الدولي للاتصالات                    | 2 ديسمبر 1960                       | 11 أبريل 1961        |
|             | الفريق المعني برصد الأرض                    | ?                                   | ?                    |
|             | البنك الدولي للإنشاء والتعمير               | 10 يوليو 1963                       | 30 مارس 1961         |
|             | الاتحاد البريدي العالمي                     | ?                                   | ?                    |
|             | منظمة حظر الأسلحة الكيميائية                | ?                                   | ?                    |
|             | مؤسسة التمويل الدولية                       | 1 أبريل 1991                        | 30 مارس 1961         |
|             | يونسكو                                      | 11 نوفمبر 1960                      | 14 نوفمبر 1960       |

## وصلات خارجية
- موقع وزارة الخارجية النيجيرية